# Prétot-Vicquemare
Ne doit pas être confondu avec Prétot-Sainte-Suzanne.
Prétot-Vicquemare est une commune française située dans le département de la Seine-Maritime en région Normandie.

## Géographie

### Description
Cette commune est située à environ 45 km au nord-ouest de Rouen.

### Communes limitrophes
Les communes limitrophes sont  Berville-en-Caux, Boudeville, Bénesville, Reuville, Saint-Laurent-en-Caux et Étalleville.

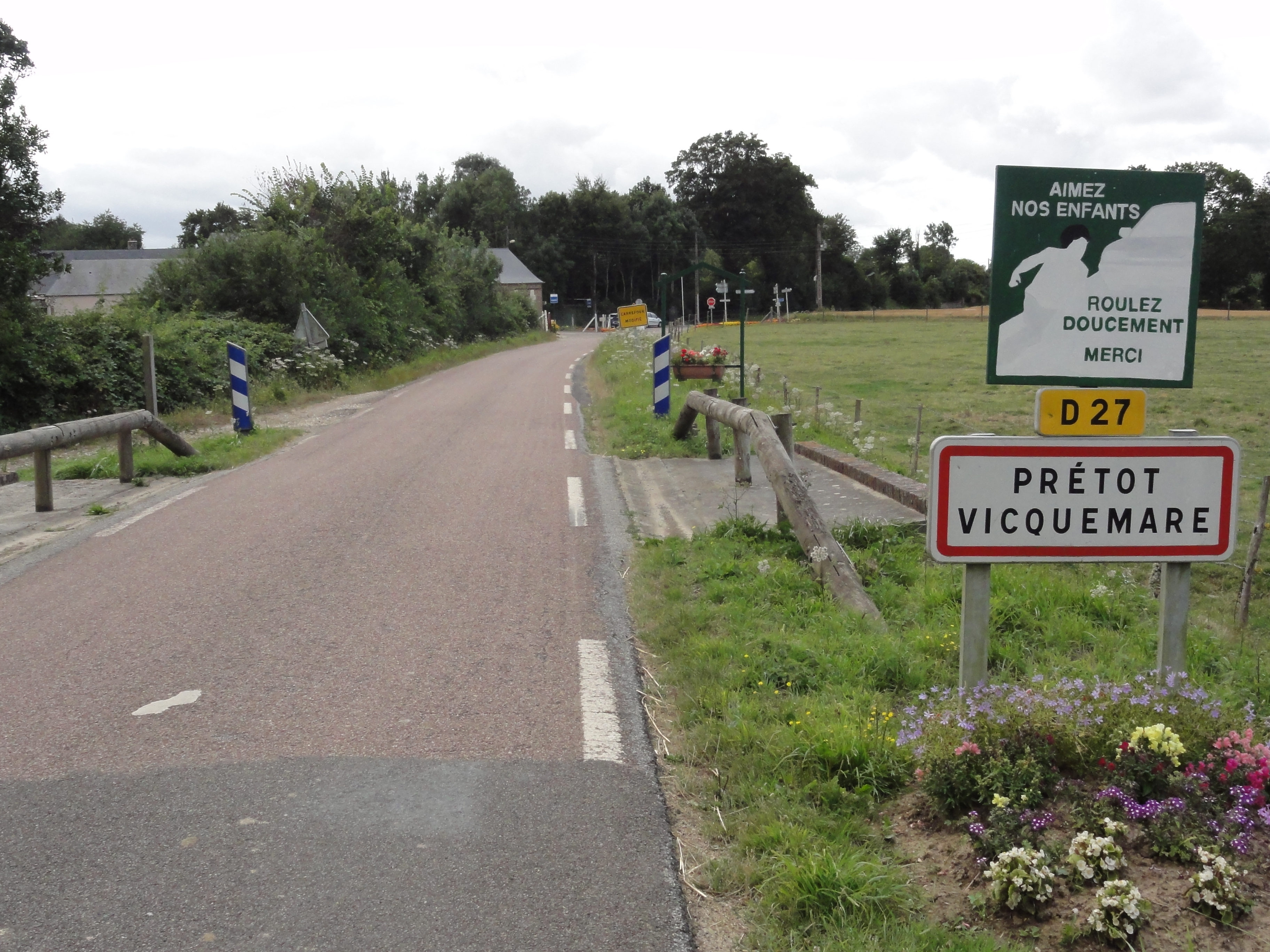
Entrée de Prétot-Vicquemare.
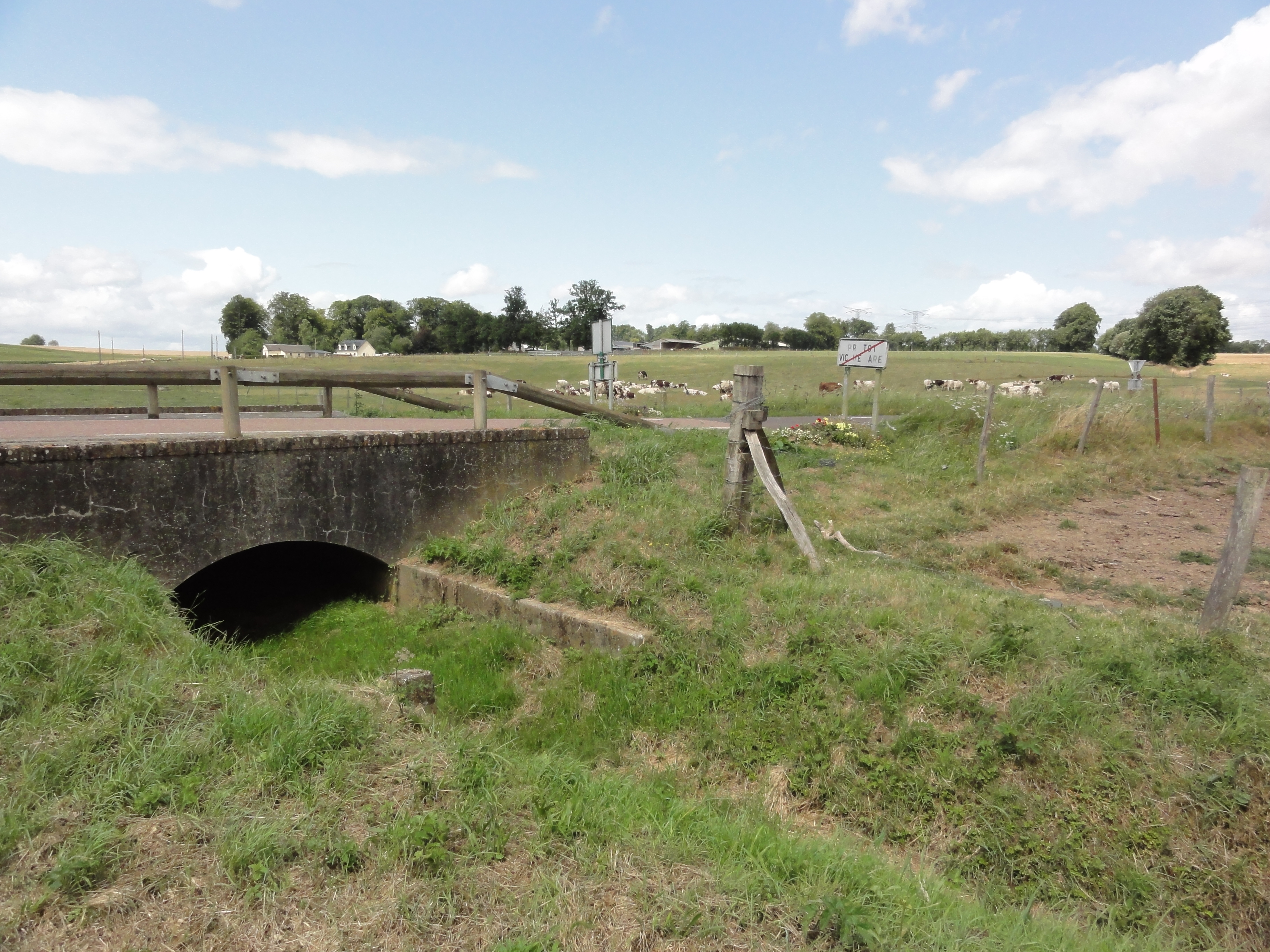
Paysage à Prétot-Vicquemare

| Bénesville  |                   | Reuville              |
| Étalleville | Prétot-Vicquemare | Saint-Laurent-en-Caux |
|             |                   | Boudeville            |

### Hydrographie
La commune est située dans le bassin Seine-Normandie. Elle n'est drainée par aucun cours d'eau,.

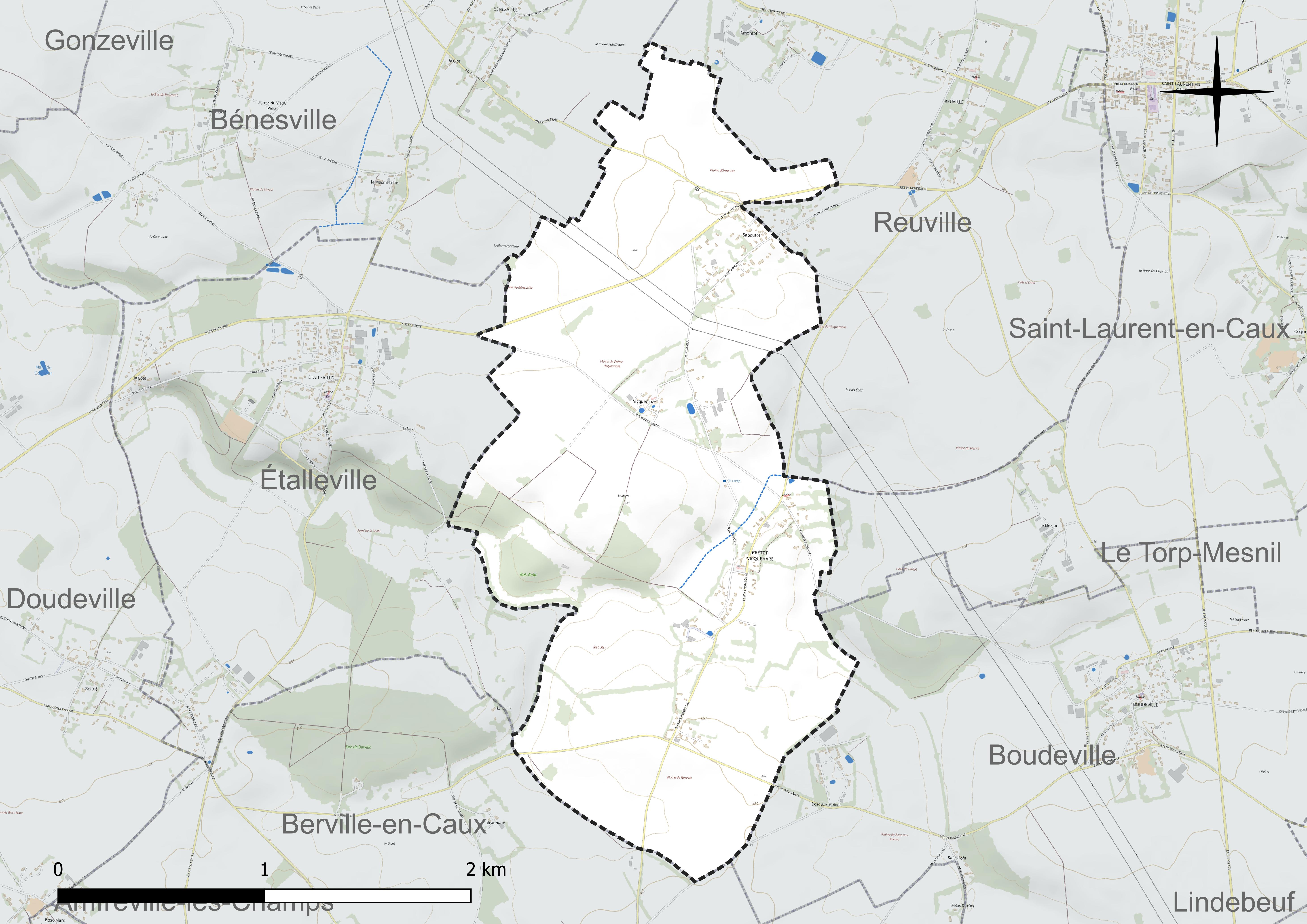
Réseau hydrographique de Prétot-Vicquemare.

### Climat
Pour des articles plus généraux, voir Climat de la Normandie et Climat de la Seine-Maritime.
En 2010, le climat de la commune est de type climat océanique franc, selon une étude du CNRS s'appuyant sur une série de données couvrant la période 1971-2000. En 2020, Météo-France publie une typologie des climats de la France métropolitaine dans laquelle la commune est exposée à un climat océanique et est dans la région climatique Côtes de la Manche orientale, caractérisée par un faible ensoleillement (1 550 h/an) ; forte humidité de l’air (plus de 20 h/jour avec humidité relative > 80 % en hiver), vents forts fréquents. Parallèlement le GIEC normand, un groupe régional d’experts sur le climat, différencie quant à lui, dans une étude de 2020, trois grands types de climats pour la région Normandie, nuancés à une échelle plus fine par les facteurs géographiques locaux. La commune est, selon ce zonage, exposée à un « climat maritime », correspondant au Pays de Caux, frais, humide et pluvieux, légèrement plus frais que dans le Cotentin.
Pour la période 1971-2000, la température annuelle moyenne est de 10,2 °C, avec une amplitude thermique annuelle de 13,5 °C. Le cumul annuel moyen de précipitations est de 952 mm, avec 13,7 jours de précipitations en janvier et 8,9 jours en juillet. Pour la période 1991-2020, la température moyenne annuelle observée sur la station météorologique la plus proche, située sur la commune d'Ectot-lès-Baons à 10 km à vol d'oiseau, est de 10,8 °C et le cumul annuel moyen de précipitations est de 905,5 mm,. Pour l'avenir, les paramètres climatiques de la commune estimés pour 2050 selon différents scénarios d’émission de gaz à effet de serre sont consultables sur un site dédié publié par Météo-France en novembre 2022.

## Urbanisme

### Typologie
Au 1er janvier 2024, Prétot-Vicquemare est catégorisée commune rurale à habitat dispersé, selon la nouvelle grille communale de densité à sept niveaux définie par l'Insee en 2022.
Elle est située hors unité urbaine et hors attraction des villes,.

### Occupation des sols

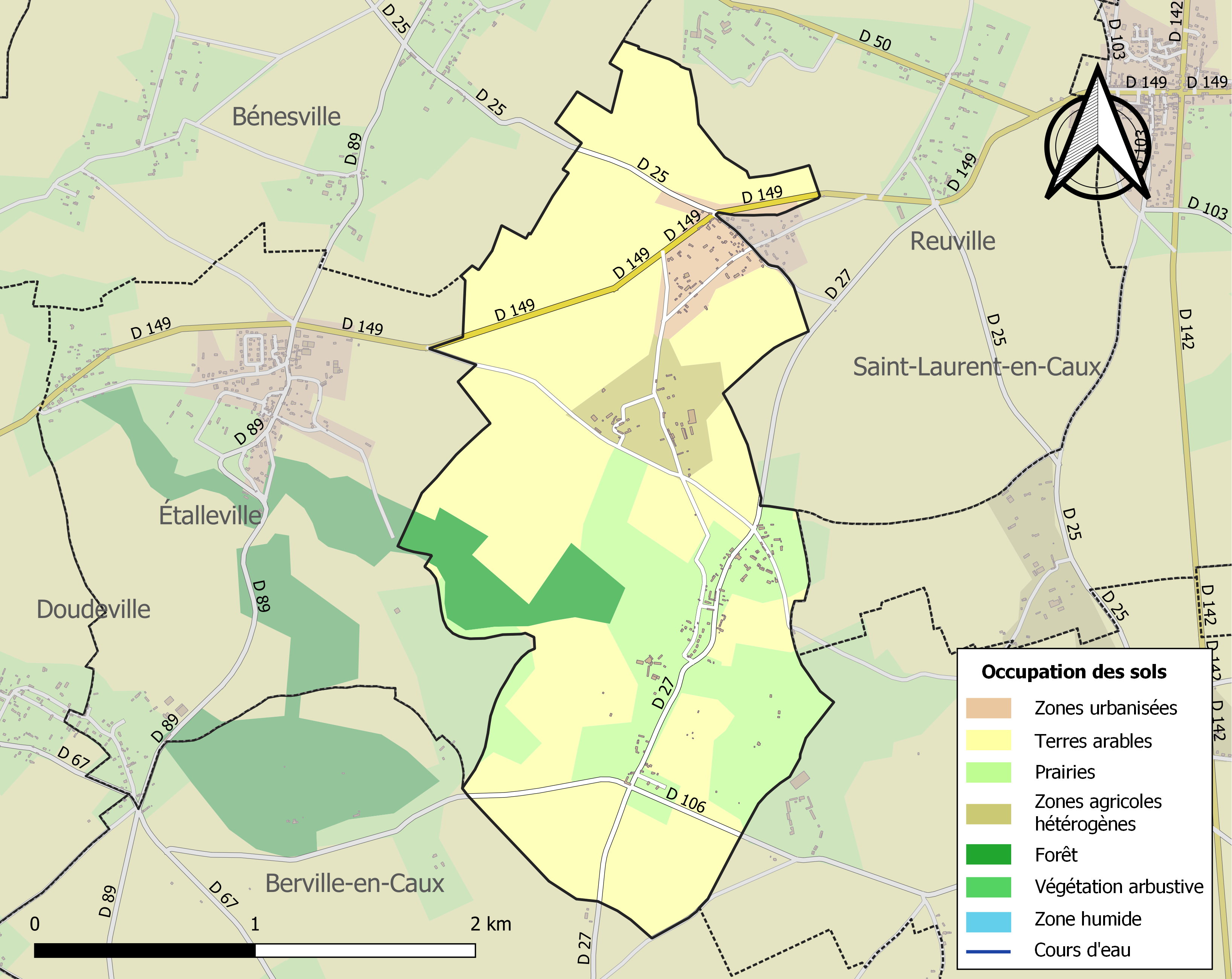
Carte des infrastructures et de l'occupation des sols de la commune en 2018 (CLC).

L'occupation des sols de la commune, telle qu'elle ressort de la base de données européenne d’occupation biophysique des sols Corine Land Cover (CLC), est marquée par l'importance des territoires agricoles (90,7 % en 2018), en diminution par rapport à 1990 (94,6 %). La répartition détaillée en 2018 est la suivante : 
terres arables (63,3 %), prairies (22,1 %), forêts (5,4 %), zones agricoles hétérogènes (5,3 %), zones urbanisées (3,9 %). L'évolution de l’occupation des sols de la commune et de ses infrastructures peut être observée sur les différentes représentations cartographiques du territoire : la carte de Cassini (XVIIIe siècle), la carte d'état-major (1820-1866) et les cartes ou photos aériennes de l'IGN pour la période actuelle (1950 à aujourd'hui).

### Habitat et logement
En 2018, le nombre total de logements dans la commune était de 97, alors qu'il était de 87 en 2013 et de 68 en 2008.
Parmi ces logements, 87 % étaient des résidences principales, 6,5 % des résidences secondaires et 6,5 % des logements vacants. Ces logements étaient pour 98,9 % d'entre eux des maisons individuelles et pour 0 % des appartements.
Le tableau ci-dessous présente la typologie des logements à Prétot-Vicquemare en 2018 en comparaison avec celle de la Seine-Maritime et de la France entière. Une caractéristique marquante du parc de logements est ainsi une proportion de résidences secondaires et logements occasionnels (6,5 %) supérieure à celle du département (3,9 %) mais inférieure à celle de la France entière (9,7 %). Concernant le statut d'occupation de ces logements, 87,2 % des habitants de la commune sont propriétaires de leur logement (82,6 % en 2013), contre 53 % pour la Seine-Maritime et 57,5 % pour la France entière.
| Typologie                                               | Prétot-Vicquemare | Seine-Maritime | France entière |
| ------------------------------------------------------- | ----------------- | -------------- | -------------- |
| Résidences principales (en %)                           | 87                | 88             | 82,1           |
| Résidences secondaires et logements occasionnels (en %) | 6,5               | 3,9            | 9,7            |
| Logements vacants (en %)                                | 6,5               | 8,1            | 8,2            |

## Toponymie
Pour Prétot : voir Prétot-Sainte-Suzanne.
Vicquemare est attesté sous la forme Wiguemare vers 1210).
Il s'agit d'un type toponymique médiéval en -mare (cf. mare), uniquement caractéristique de la Normandie, précédé d'un anthroponyme comme quelques-uns d'entre eux. François de Beaurepaire propose Vigi, comprendre Vígi (ou VígR, vieux danois Wigh).
On retrouve un nom de personne similaire dans Victot (Calvados, pays d'Auge, Wigetot XIIe siècle).
Remarque : Jean Adigard des Gautries avaient proposé le nom de personne francique Wigo, mais le [g] s'était déjà amui à cette époque dans les noms issus du germanique occidental.

## Histoire
En 1825, les communes de Prétot-la-Taille et de Vicquemare fusionnent sous le nom de Prétot-Vicquemare.

## Politique et administration

### Rattachements administratifs et électoraux

#### Rattachements administratifs
La commune se trouve depuis 1926 dans l'arrondissement de Rouen du département de la Seine-Maritime.
Elle faisait partie depuis 1801 du canton de Doudeville. Dans le cadre du redécoupage cantonal de 2014 en France, cette circonscription administrative territoriale a disparu, et le canton n'est plus qu'une circonscription électorale.

#### Rattachements électoraux
Pour les élections départementales, la commune fait partie depuis 2014 du canton d'Yvetot
Pour l'élection des députés, elle fait partie de la dixième circonscription de la Seine-Maritime.

### Intercommunalité
Prétot-Vicquemare était membre de la communauté de communes du Plateau de Caux-Fleur de Lin, un établissement public de coopération intercommunale (EPCI) à fiscalité propre créé fin 2001 et auquel la commune avait transféré un certain nombre de ses compétences, dans les conditions déterminées par le code général des collectivités territoriales.
Dans le cadre des dispositions de la loi portant nouvelle organisation territoriale de la République du 7 août 2015, qui prévoit que les établissements publics de coopération intercommunale (EPCI) à fiscalité propre doivent avoir un minimum de 15 000 habitants, cette intercommunalité a fusionné avec sa voisine pour former, le 1er janvier 2017, la communauté de communes Plateau de Caux, dont est désormais membre la commune.

### Liste des maires
| Période                                  | Période                  | Identité          | Étiquette | Qualité                       |
| ---------------------------------------- | ------------------------ | ----------------- | --------- | ----------------------------- |
| Les données manquantes sont à compléter. |                          |                   |           |                               |
|                                          |                          |                   |           |                               |
| 1927                                     |                          | Charles Truptil   |           |                               |
|                                          |                          |                   |           |                               |
| 1953                                     | 1959                     | Léon Bonnet       |           |                               |
| 1959                                     | 1961                     | Léger             |           |                               |
| 1961                                     | 1977                     | Robert Lefebvre   |           |                               |
| 1977                                     | 1983                     | Robert Cruptil    |           |                               |
| 1983                                     | mai 2020                 | André Larchevèque |           |                               |
| mai 2020                                 | octobre 2022             | Ludovic Houx      |           | Démissionnaire                |
| janvier 2023                             | En cours (au 04/04/2023) | Francis Truptil   |           | Petit-fils de Charles Truptil |

## Démographie
L'évolution du nombre d'habitants est connue à travers les recensements de la population effectués dans la commune depuis 1793. Pour les communes de moins de 10 000 habitants, une enquête de recensement portant sur toute la population est réalisée tous les cinq ans, les populations de référence des années intermédiaires étant quant à elles estimées par interpolation ou extrapolation. Pour la commune, le premier recensement exhaustif entrant dans le cadre du nouveau dispositif a été réalisé en 2006.

En 2022, la commune comptait 229 habitants, en évolution de +7,51 % par rapport à 2016 (Seine-Maritime : +0,35 %, France hors Mayotte : +2,11 %).
| 1793 | 1800 | 1806 | 1821 | 1831 | 1836 | 1841 | 1846 | 1851 |
| ---- | ---- | ---- | ---- | ---- | ---- | ---- | ---- | ---- |
| 226  | 250  | 240  | 233  | 271  | 504  | 525  | 506  | 448  |

| 1856 | 1861 | 1866 | 1872 | 1876 | 1881 | 1886 | 1891 | 1896 |
| ---- | ---- | ---- | ---- | ---- | ---- | ---- | ---- | ---- |
| 425  | 457  | 445  | 401  | 401  | 389  | 360  | 352  | 333  |

| 1901 | 1906 | 1911 | 1921 | 1926 | 1931 | 1936 | 1946 | 1954 |
| ---- | ---- | ---- | ---- | ---- | ---- | ---- | ---- | ---- |
| 311  | 258  | 247  | 159  | 187  | 181  | 157  | 173  | 148  |

| 1962 | 1968 | 1975 | 1982 | 1990 | 1999 | 2006 | 2011 | 2016 |
| ---- | ---- | ---- | ---- | ---- | ---- | ---- | ---- | ---- |
| 126  | 110  | 105  | 126  | 125  | 134  | 141  | 173  | 213  |

| 2021 | 2022 | - | - | - | - | - | - | - |
| ---- | ---- | - | - | - | - | - | - | - |
| 232  | 229  | - | - | - | - | - | - | - |

## Culture locale et patrimoine

### Lieux et monuments

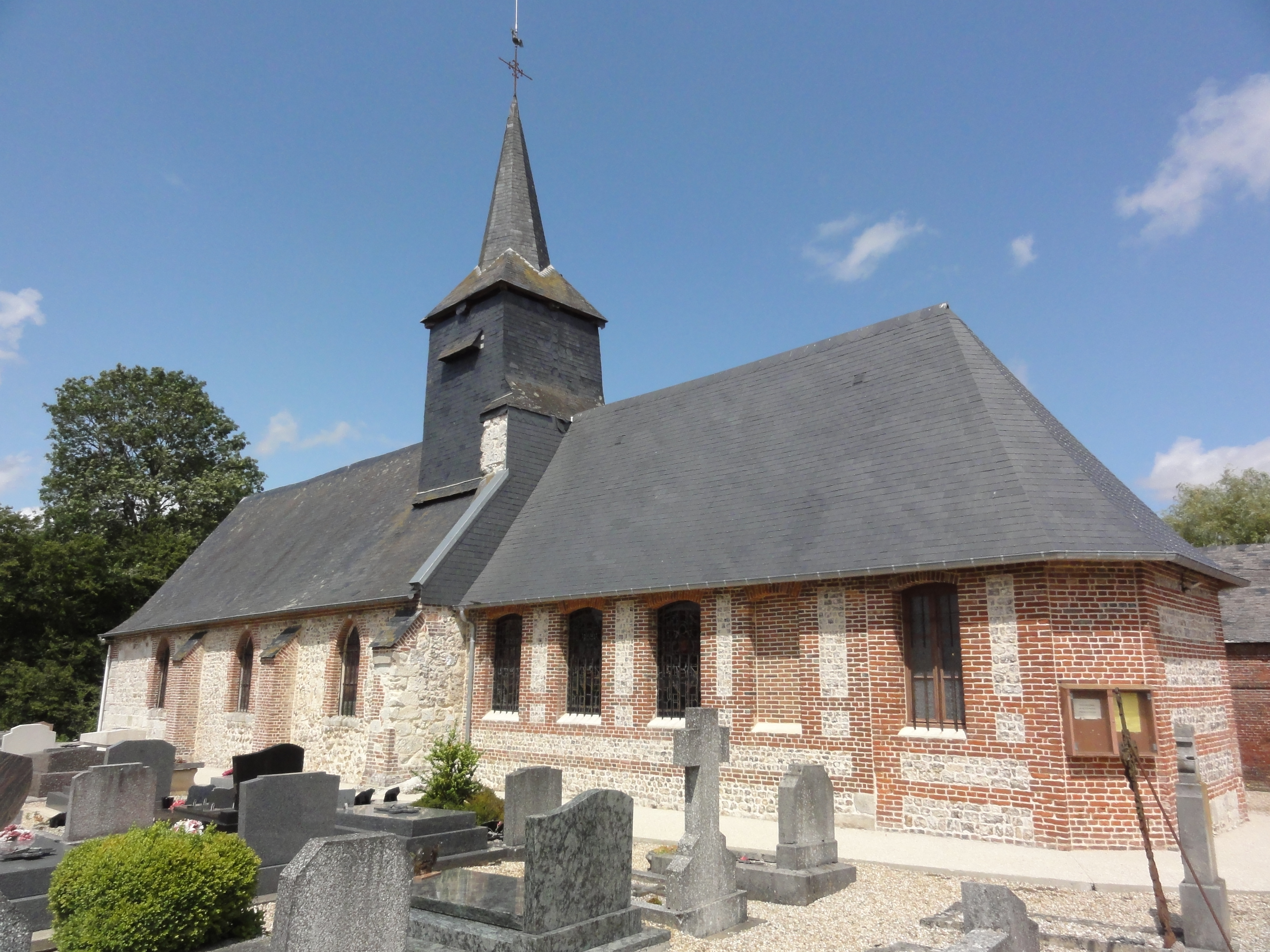
Église Saint-Pierre.
- Chapelle de la Sainte-Vierge.
- Manoir de Vicquemare.
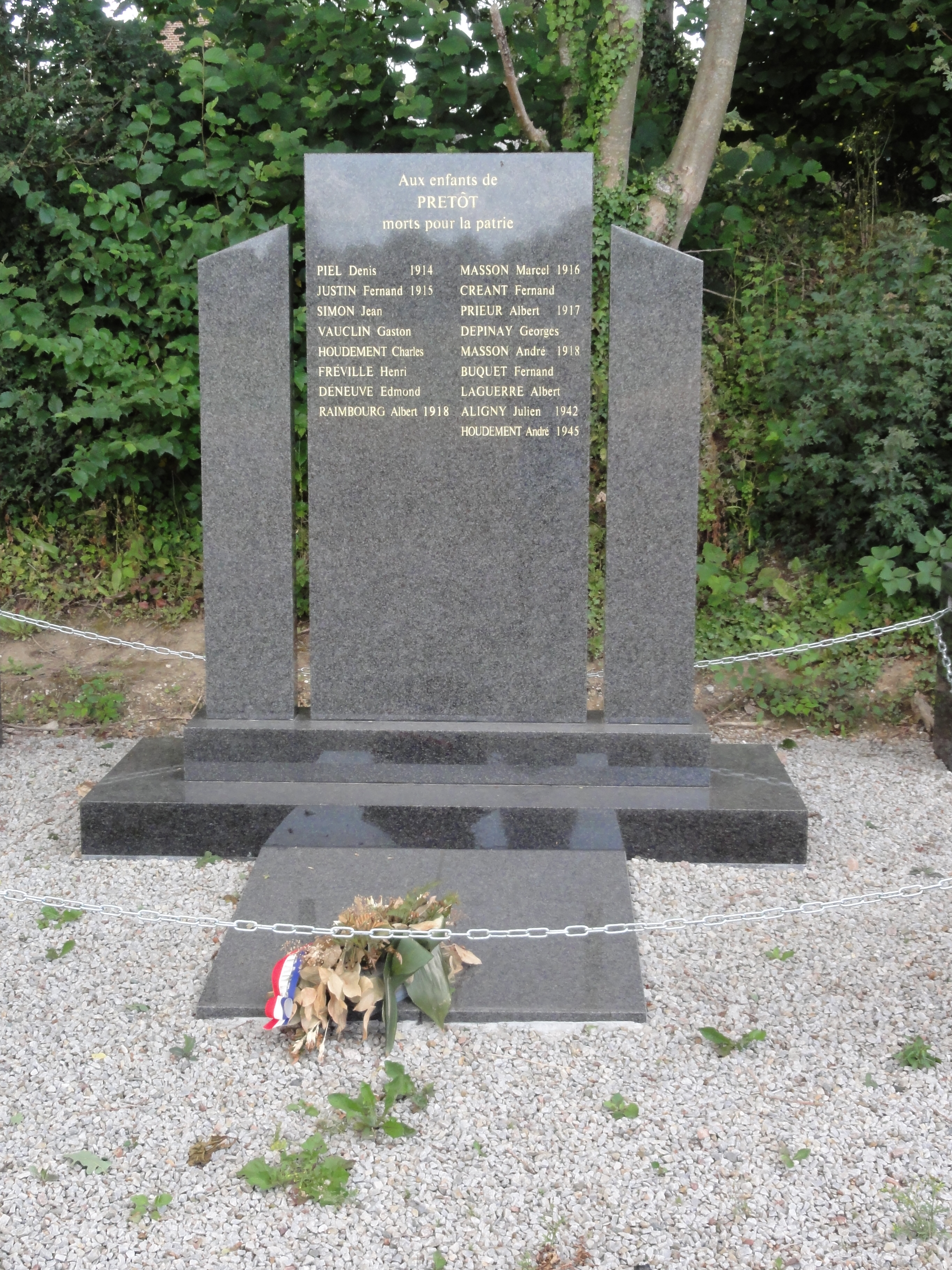
Monument aux morts.
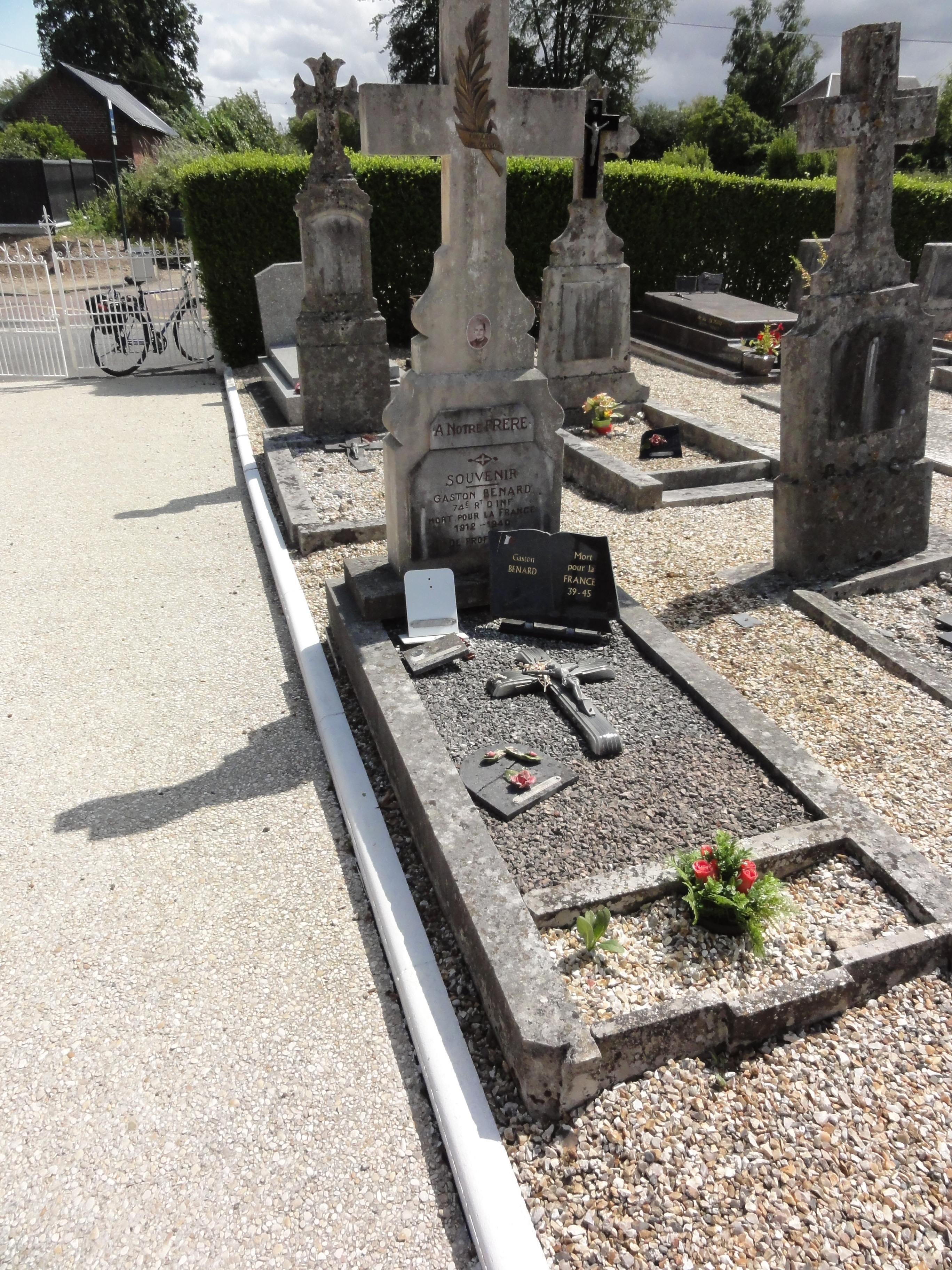
Tombe militaire au cimetière.

- Église Saint-Pierre.
- Monument aux morts.
- Tombe militaire.

### Personnalités liées à la commune
André Raimbourg dit Bourvil (mort en 1970), y est né en 1917. Il passa toute son enfance à Bourville, qui lui inspira son pseudonyme.

## Héraldique
| Blason de Prétot-Vicquemare | Blason  | Coupé: au 1er de sinople à trois poiriers d'or rangés en chef, au 2e de gueules à deux annelets entrelacés d'or; à la fasce ondée d'argent chargée de deux burelles ondées d'azur brochant sur la partition. |
| Blason de Prétot-Vicquemare | Détails | Créé par JFBinon. Adopté le 4 juin 2024. |

## Pour approfondir